# 長者波列斯瓦夫
長者波列斯瓦夫（波蘭語：Bolesław Pierworodny，1293年—1365年3月21日），維隆公爵、涅莫德林公爵，波爾科一世的長子。

## 家庭
1325年，波列斯瓦夫與弗羅茨瓦夫公爵亨里克六世的女兒歐菲米亞結婚，兩人共有3子2女：
1. 波列斯瓦夫二世（英语：Bolesław II of Niemodlin）（約1330年—1368年）
2. 瑪格莎塔（約1340年—1399年）
3. 文策勞斯（英语：Wenceslaus of Niemodlin）（約1341年—1369年）
4. 亨里克一世（約1345年—1382年）
5. 茱蒂絲（約1346年—1378年），與米庫拉斯二世結婚